# La Succube
La Succube est une sculpture en bronze patinée vert et brun foncé. Elle a été conçue à l'origine en 1889 par l'artiste français Auguste Rodin dans le cadre d'un ensemble d'œuvres représentant des sirènes et des néréides. Elle a ensuite fait partie d'un monument commandé par l'État à Victor Hugo. Elle se trouve aujourd'hui au musée Soumaya de Mexico.
Il montre un succube, un démon qui prend une forme féminine pour tromper et séduire les hommes. La figure est agenouillée dans une posture féline, évoquant les associations médiévales entre les chats et les forces des ténèbres. Elle est belle et ses yeux sont fermés, mais sa bouche est ouverte et elle crie.
La sculpture apparaît dans le Portrait de Madame Champsaur, un tableau réalisé par le peintre français Émile Schuffenecker en 1890.

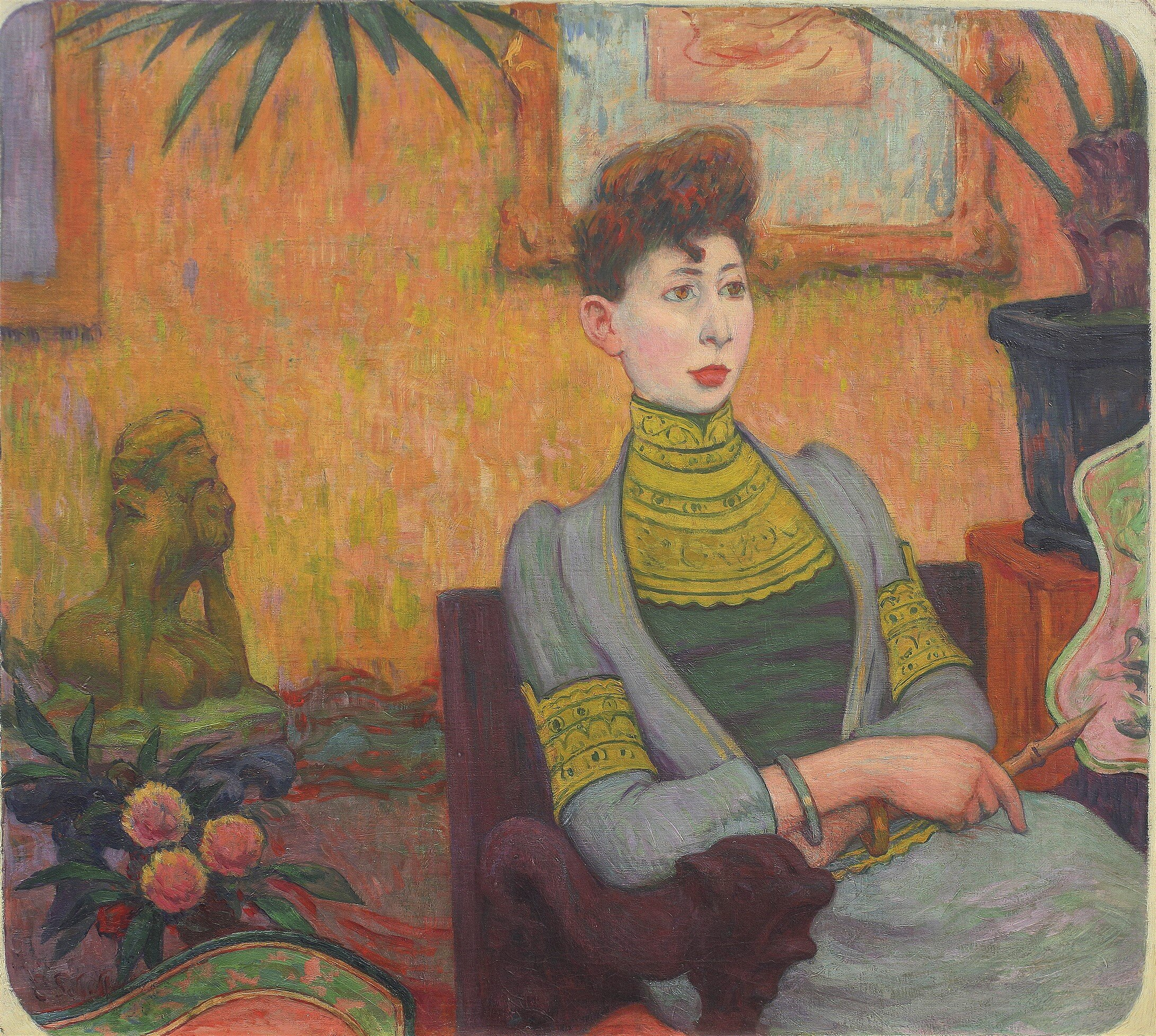
Émile Schuffenecker, Portrait de Madame Champsaur, 1890 – Musée de Pont-Aven, Pont-Aven.